# Lucrezia Lante della Rovere

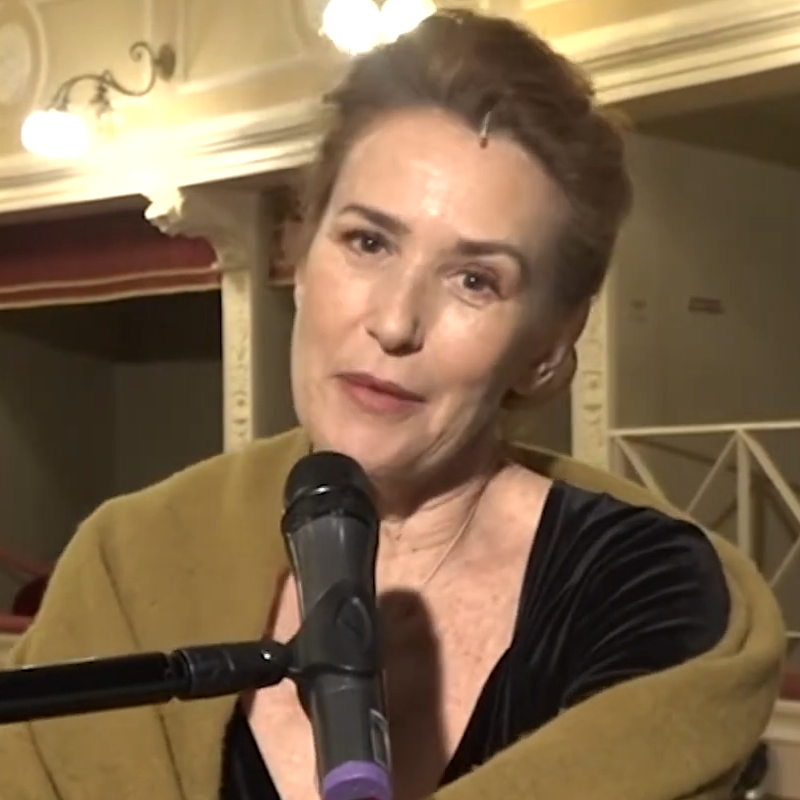
Lucrezia Lante della Rovere, 2022

Lucrezia Lante della Rovere (* 19. Juli 1966 in Rom) ist eine italienische Schauspielerin.
Donna Lucrezia Lante Montefeltro della Rovere stammt aus dem italienischen Adelsgeschlecht der Lante, Herzöge von Bomarzo. Sie ist die Tochter des Alessandro Lante della Rovere (1936–1995) und der Regisseurin Marina Ripa di Meana. Sie hat zwei 1988 geborene Zwillingstöchter mit dem Unternehmer und Sportfunktionär Giovanni Malagò.
Lante della Rovere gab ihr schauspielerisches Debüt 1986 in dem Film Speriamo che sia femmina, es folgten weitere, hauptsächlich italienische, Filme. 2008 spielte sie in Ein Quantum Trost erstmals in einem James-Bond-Film mit, an der Seite von Daniel Craig.

## Filmographie (Auswahl)
- 1986: Hoffen wir, daß es ein Mädchen wird (Speriamo che sia femmina)
- 1988: Delitti e profumi
- 1989: Eine Geschichte von Männern und Frauen
- 1990: Panama zucchero
- 1992: Voyàge a Rome
- 1995: Il cielo sempre più blu
- 1997: Ardena
- 2000: La carbonara
- 2005: Gli occhi dell'altro
- 2007: SMS – Sotto mentite spoglie
- 2008: James Bond 007: Ein Quantum Trost
- 2009: Viola di Mare